# 芦辺拓
芦辺 拓（あしべ たく、1958年5月21日-）は、日本の推理作家。本名小畠 逸介（こばた としゆき）。大阪府大阪市出身。妻はピアニストの風呂本佳苗。
日本推理作家協会会員、本格ミステリ作家クラブ会員、日本SF作家クラブ会員。

## 略歴
大阪教育大学附属高等学校天王寺校舎、同志社大学法学部卒。読売新聞大阪本社の校閲部・文化部記者として勤務する傍ら、1986年に本名の小畠逸介名義の「異類五種」で第2回幻想文学新人賞に佳作入選、中井英夫・澁澤龍彦の讃をうける。1990年、芦辺拓名義での『殺人喜劇の13人』で第1回鮎川哲也賞を受賞しデビュー。1994年に専業作家となる。
シリーズものの著作としては、作者いわく「日本一地味な探偵」森江春策が、時空や虚実までも越えた謎に挑む「森江春策の事件簿シリーズ」。
2009年、NHKの「探偵Xからの挑戦状!」のために「森江春策の災難」を書き下ろした。
2020年、「エラリー・クイーンズ・ミステリ・マガジン」９‐10月号に短編「疾駆するジョーカー」が“The Dashing Joker”として英訳掲載された。
2022年、『大鞠家殺人事件』で第75回日本推理作家協会賞長編および連作短編集部門、第22回本格ミステリ大賞小説部門を受賞した。

## 文学賞受賞・候補歴
- 1986年 - 「異類五種」で第2回幻想文学新人賞佳作入選[11]。
- 1990年 - 『殺人喜劇の13人』で第1回鮎川哲也賞受賞[12]。
- 2002年 - 『グラン・ギニョール城』で第2回本格ミステリ大賞候補[13]。
- 2005年 - 『紅楼夢の殺人』で第5回本格ミステリ大賞候補[14]。
- 2009年 - 『裁判員法廷』で第9回本格ミステリ大賞候補[15]。
- 2011年 - 『綺想宮殺人事件』で第11回本格ミステリ大賞候補[16]。
- 2013年 - 『スチームオペラ』で第13回本格ミステリ大賞候補[17]。
- 2018年 - 『奇譚を売る店』で第14回酒飲み書店員大賞受賞。
- 2022年 - 『大鞠家殺人事件』で第75回日本推理作家協会賞（長編および連作短編集部門）受賞[9]、第22回本格ミステリ大賞（小説部門）受賞[10]。

## ミステリ・ランキング

### 週刊文春ミステリーベスト10
- 1990年 - 『殺人喜劇の13人』7位
- 2000年 - 『怪人対名探偵』27位
- 2001年 - 『時の密室』8位
- 2002年 - 『グラン・ギニョール城』12位
- 2004年 - 『紅楼夢の殺人』10位
- 2010年 - 『綺想宮殺人事件』8位
- 2013年 - 『時の審廷』17位
- 2014年 - 『異次元の館の殺人』12位
- 2024年 - 『乱歩殺人事件――「悪霊」ふたたび』8位

### このミステリーがすごい!
- 1992年 - 『殺人喜劇の13人』20位[18]
- 1997年 - 『時の誘拐』17位[19]
- 2003年 - 『グラン・ギニョール城』9位[20]
- 2005年 - 『紅楼夢の殺人』10位[21]
- 2006年 - 『三百年の謎匣』14位[22]
- 2011年 - 『綺想宮殺人事件』10位[23]
- 2014年 - 『奇譚を売る店』20位[24]
- 2015年 - 『異次元の館の殺人』10位[25]
- 2021年 - 『鶴屋南北の殺人』20位[26]
- 2023年 - 『大鞠家殺人事件』8位[27]

### 本格ミステリ・ベスト10
- 1997年 - 『時の誘拐』7位
- 1998年 - 『地底獣国の殺人』13位
- 1999年 - 『十三番目の陪審員』6位
- 2000年 - 『不思議の国のアリバイ』14位
- 2001年 - 『怪人対名探偵』10位、『絢爛たる殺人』14位、『和時計の館の殺人』17位
- 2002年 - 『時の密室』2位
- 2003年 - 『グラン・ギニョール城』7位
- 2004年 - 『明智小五郎対金田一耕助』11位
- 2005年 - 『紅楼夢の殺人』4位
- 2006年 - 『三百年の謎匣』8位、『切断都市』27位
- 2007年 - 『千一夜の館の殺人』13位、『少年は探偵を夢見る』17位
- 2008年 - 『五瓶劇場』27位
- 2009年 - 『裁判員法廷』6位
- 2010年 - 『少女探偵は帝都を駆ける』16位
- 2011年 - 『綺想宮殺人事件』4位
- 2012年 - 『七人の探偵のための事件』29位
- 2013年 - 『スチームオペラ』9位
- 2014年 - 『時の審廷』12位、『奇譚を売る店』26位
- 2015年 - 『異次元の館の殺人』4位
- 2017年 - 『金田一耕助、パノラマ島へ行く』21位
- 2018年 - 『ダブル・ミステリ』13位
- 2019年 - 『帝都探偵大戦』24位
- 2021年 - 『鶴屋南北の殺人』8位
- 2022年 - 『大鞠家殺人事件』6位
- 2025年 - 『乱歩殺人事件――「悪霊」ふたたび』14位、『明治殺人法廷』19位

### ミステリが読みたい！
- 2011年 - 『綺想宮殺人事件』9位
- 2014年 - 『奇譚を売る店』20位
- 2015年 - 『異次元の館の殺人』5位
- 2018年 - 『楽譜と旅する男』19位
- 2019年 - 『帝都探偵大戦』20位
- 2021年 - 『鶴屋南北の殺人』7位
- 2023年 - 『大鞠家殺人事件』3位
- 2025年 - 『乱歩殺人事件――「悪霊」ふたたび』9位

## 作品リスト

### 森江春策の事件簿シリーズ
1. 殺人喜劇の13人（1990年11月 東京創元社 ISBN 978-4-488-02324-9 / 1998年10月 講談社文庫 ISBN 978-4-062-63923-1 / 2015年1月 創元推理文庫 ISBN 978-4-488-45605-4）
2. 歴史街道殺人事件（1995年8月 トクマ・ノベルズ ISBN 978-4-198-50247-8 / 1999年6月 徳間文庫 ISBN 978-4-198-91113-3）
3. 時の誘拐（1996年9月 立風書房 ISBN 978-4-651-66071-4 / 2001年9月 立風ノベルス ISBN 978-4-651-42056-1 / 2004年3月 講談社文庫 ISBN 978-4-062-73965-8）
4. 地底獣国（ロスト・ワールド）の殺人（1997年9月 講談社ノベルス ISBN 978-4-061-81983-2 / 2001年6月 講談社文庫 ISBN 978-4-062-73191-1）
5. 探偵宣言 森江春策の事件簿（1998年3月 講談社ノベルス ISBN 978-4-061-82012-8 / 2005年9月 講談社文庫 ISBN 978-4-062-75176-6）
  - 収録作品：「殺人喜劇の時計塔」「殺人喜劇の不思議町」「殺人喜劇の鳥人伝説」「殺人喜劇の迷い家伝説」「殺人喜劇のXY」「殺人喜劇のC6H5NO2」「殺人喜劇の森江春策」
6. 十三番目の陪審員（1998年8月 角川書店 ISBN 978-4-048-73126-3 / 2001年8月 角川文庫 ISBN 978-4-043-58701-8 / 2008年9月 創元推理文庫 ISBN 978-4-488-45604-7）
7. 不思議の国のアリバイ（1999年9月 青樹社 ISBN 978-4-791-31168-2 / 2003年7月 光文社文庫 ISBN 978-4-334-73522-7）
8. 怪人対名探偵（2000年5月 講談社ノベルス ISBN 978-4-061-82132-3 / 2004年12月 講談社文庫 ISBN 978-4-062-74952-7）
9. 和時計の館の殺人（2000年7月 光文社 カッパ・ノベルス ISBN 978-4-334-07395-4 / 2004年5月 光文社文庫 ISBN 978-4-334-73686-6）
10. 時の密室（2001年3月 立風書房 ISBN 978-4-651-66081-3 / 2005年3月 講談社文庫 ISBN 978-4-062-75036-3）
11. 赤死病の館の殺人（2001年7月 光文社 カッパ・ノベルス ISBN 978-4-334-07434-0 / 2005年4月 光文社文庫 ISBN 978-4-334-73859-4）
  - 収録作品：「赤死病の館の殺人」「疾駆するジョーカー」「深津警部の不吉な赴任」「密室の鬼」
12. グラン・ギニョール城（2001年12月 原書房 ミステリー・リーグ ISBN 978-4-562-03462-8 / 2006年4月 創元推理文庫 ISBN 978-4-488-45602-3）
13. 三百年の謎匣（2005年4月 ハヤカワ・ミステリワールド ISBN 978-4-152-08634-1 / 2013年9月 角川文庫 ISBN 978-4-041-00978-9）
  - 収録作品：「森江春策、三百年の謎匣を開く」「新ヴェニス夜話」「海賊船シー・サーペント号」「北京とパリにおけるメスメル博士とガルヴァーニ教授の療法」「マウンザ人外境」「ホークスヴィルの決闘」「死は飛行船に乗って」「森江春策、三百年の謎匣を閉じる」
14. 少年は探偵を夢見る 森江春策クロニクル（2006年3月 東京創元社 ISBN 978-4-488-01211-3 / 2017年8月 創元推理文庫 『名探偵・森江春策』に改題 ISBN 978-4-488-45607-8）
  - 収録作品：「少年探偵はキネオラマの夢を見る」「幽鬼魔荘殺人事件と13号室の謎」「滝警部補自身の事件」「街角の断頭台」「時空を征服した男」（付 「年譜・森江春策事件簿」作成・村川真一）
15. 千一夜の館の殺人（2006年7月 光文社 カッパ・ノベルス ISBN 978-4-334-07637-5 / 2009年8月 光文社文庫 ISBN 978-4-334-74632-2）
16. 裁判員法廷（2008年3月 文藝春秋 ISBN 978-4-163-26790-6 / 2010年5月 文春文庫 ISBN 978-4-167-73802-0）
  - 収録作品：「審理」「評議」「自白」
17. 彼女らは雪の迷宮に（2008年10月 祥伝社 ISBN 978-4-396-63306-6 / 2012年2月 祥伝社文庫 ISBN 978-4-396-33732-2）
18. 綺想宮殺人事件（2010年4月 東京創元社 ISBN 978-4-488-02454-3）
19. 七人の探偵のための事件（2011年10月 ハヤカワ・ミステリワールド ISBN 978-4-152-09234-2）
20. 大公女殿下（プリンセス）に捧げる密室（2012年3月 祥伝社 ISBN 978-4-396-63384-4）
21. 時の審廷（2013年9月 講談社 ISBN 978-4-062-18534-9）
22. 異次元の館の殺人（2014年8月 光文社 ISBN 978-4-334-92961-9 / 2016年9月 光文社文庫 ISBN 978-4-334-77350-2）
23. ダブル・ミステリ 月琴亭の殺人／ノンシリアル・キラー（2016年12月 東京創元社 ISBN 978-4-488-02741-4 / 2025年7月 創元推理文庫 ISBN 978-4-48845610-8）
24. 鶴屋南北の殺人（2020年6月 原書房 ミステリー・リーグ ISBN 978-4-562-05772-6）
25. 森江春策の災難 日本一地味な探偵の華麗な事件簿（2022年9月 行舟文化 ISBN 978-4-909735-12-6）
  - 収録作品：「森江春策の災難」「告げ口時計」「うぬぼれた物真似鳥」「七回殺された猫の冒険」「読者よ欺かれておくれ」「真・裁判員法廷――森江春策と振り返る大阪第一号」「密室法廷――ヘンリー・メリヴェール郷対森江春策」「架空座談会 神津恭介×星影龍三×森江春策、密室ミステリ進化論を語る」「七人の探偵には向かない事件」「寝台特急あさかぜ鉄人事件」「ヴェルデンツ大公国の密室」「解凍された密室――ポール・アルテ氏に捧ぐ」「探偵が来なけりゃ始まらない――森江春策、嵐の孤島へ行く」（付 「年譜・森江春策事件簿 [第二版]」作成・村川真一）

### モダン・シティシリーズ
1. 殺人喜劇のモダン・シティ（1994年2月 東京創元社 ISBN 978-4-488-01253-3 / 2000年9月 講談社文庫 ISBN 978-4-062-64979-7）
2. 少女探偵は帝都を駆ける（2009年8月 講談社ノベルス ISBN 978-4-061-82658-8）
  - 収録作品：「名探偵エノケン氏」「路地裏のフルコース」「78回転の密室」「テレヴィジョンは見た」「消えた円団治」「ヒーロー虚空に死す」「少女探偵は帝都を駆ける」

### 自治警特捜シリーズ
1. 死体の冷めないうちに（1998年7月 双葉社 ISBN 978-4-575-23350-6 / 2001年2月 双葉文庫 ISBN 978-4-575-50769-0）
  - 収録作品：「忘れられた誘拐」「存在しない殺人鬼」「死体の冷めないうちに」「世にも切実な動機」「不完全な処刑台」「最もアンフェアな密室」「仮想現実の暗殺者」
2. メトロポリスに死の罠を（2002年4月 双葉社 ISBN 978-4-575-23434-3 / 2004年9月 双葉文庫 ISBN 978-4-575-50964-9）

### ネオ少年探偵シリーズ
1. ネオ少年探偵 妖奇城の秘密（2004年6月 学習研究社 ISBN 978-4-052-02084-1）
2. ネオ少年探偵 電送怪人（2005年6月 学習研究社 ISBN 978-4-052-02352-1）
3. ネオ少年探偵 謎のジオラマ王国（2005年6月 学習研究社 ISBN 978-4-052-02353-8）

### 名探偵博覧会
1. 名探偵博覧会 真説ルパン対ホームズ（2000年4月 原書房 ISBN 978-4-562-03303-4） 
  - 【改題】真説ルパン対ホームズ 名探偵博覧会I（2005年8月 創元推理文庫 ISBN 978-4-488-45601-6）
    - 収録作品：「真説ルパン対ホームズ」「大君殺人事件またはポーランド鉛硝子の謎」「《ホテル・ミカド》の殺人」「黄昏の怪人たち」「田所警部に花束を」「七つの心を持つ探偵」「探偵奇譚 空中の賊」「百六十年の密室」
2. 明智小五郎対金田一耕助 名探偵博覧会II（2002年12月 原書房 ミステリー・リーグ ISBN 978-4-562-03571-7 / 2007年1月 創元推理文庫 ISBN 978-4-488-45603-0）
  - 収録作品：「明智小五郎対金田一耕助」「フレンチ警部と雷鳴の城」「ブラウン神父の日本趣味」「そしてオリエント急行から誰もいなくなった」「Qの悲劇または二人の黒覆面の冒険」「探偵映画の夜」「少年は怪人を夢見る」

### 金田一耕助VS明智小五郎シリーズ
1. 金田一耕助VS明智小五郎（2013年3月 角川文庫 ISBN 978-4-041-00820-1）
  - 収録作品：「明智小五郎対金田一耕助」「《ホテル・ミカド》の殺人」「少年は怪人を夢見る」「黄昏の怪人たち」「天幕と銀幕の見える場所」「屋根裏の乱歩者」「金田一耕助対明智小五郎」（書き下ろし）
2. 金田一耕助VS明智小五郎ふたたび（2014年9月 角川文庫 ISBN 978-4-041-02065-4）
  - 収録作品：「明智小五郎対金田一耕助ふたたび」「金田一耕助 meets ミスター・モト」「探偵、魔都に集う」「物語を継ぐもの」「瞳の中の女異聞」
3. 金田一耕助、パノラマ島へ行く（2016年2月 角川文庫 ISBN 978-4-041-03906-9）
  - 収録作品：「金田一耕助、パノラマ島へ行く」「明智小五郎、獄門島へ行く」

### その他
- 保瀬警部最大の冒険（1994年1月 カドカワ･ノベルズ ISBN 978-4-04-784701-9）
- 明清疾風録 夢・鄭成功戦記（学習研究社 [1] 1995年11月 ISBN 978-4-05-400584-6 / [2] 1996年5月 ISBN 978-4-05-400675-1 / [3] 1997年3月 ISBN 978-4-05-400804-5）
- 名探偵Z 不可能推理（2002年4月 ハルキ・ノベルス ISBN 978-4-89456-110-6）
  - 収録作品：「一番風呂殺人事件」「呪いの北枕」「26人消失す」「ご当地の殺人」「おしゃべりな指」「左右田氏の悲劇」「怪物質オバハニウム」「殺意は鉄路を駆ける」「天邪鬼な墜落」「カムバック女優失踪」「鰓井教授の情熱」「史上最凶の暗号」「少女怪盗Ψ登場」「メタ×２な白昼夢」「ごく個人的な動機」「人にして獣なるものの殺戮」「黄金宮殿の大密室」「とても社会派な犯罪」
- 殺しはエレキテル 曇斎先生事件帳（2003年12月 光文社 カッパ・ノベルス ISBN 978-4-334-07547-7 / 2007年1月 光文社文庫 ISBN 978-4-334-74180-8）
  - 収録作品：「殺しはエレキテル」「幻はドンクルカームル」「闇夜のゼオガラヒー」「木乃伊とウニコール」「星空にリュクトシキップ」「恋はトーフルランターレン」
- 紅楼夢の殺人（2004年5月 文藝春秋 本格ミステリ・マスターズ ISBN 978-4-16-321370-5 / 2007年8月 文春文庫 ISBN 978-4-16-773801-3）
- 切断都市（2004年12月 実業之日本社 ISBN 978-4-408-53467-1）
- 探偵と怪人のいるホテル（2006年9月 有楽出版社 ISBN 978-4-408-59269-5）※「非ミステリ」な幻想小説短篇集
  - 収録作品：「探偵と怪人のいるホテル」「仮面と幻夢の躍る街角」「少年と怪魔の駆ける遊園」「異類五種」「疫病草紙」「黒死病館の蛍」「F男爵とE博士のための晩餐会」「天幕と銀幕の見える場所」「屋根裏の乱歩者」「伽羅荘事件」「探偵と怪人のいたホテル」
- 五瓶劇場 からくり灯籠（2007年3月 原書房 ISBN 978-4-562-04062-9）
  - 収録作品：「けいせい伝奇城」「五瓶力謎緘」「花都写楽貌」「戯場国邪神封陣」
- 迷宮パノラマ館（2007年6月 有楽出版社 ISBN 978-4-408-59291-6）
  - 収録作品：「太平天国の邪神」「カンバリクの盗賊」「グラン・ギニョールの夜」「読心術師」「ブロードウェイの聖夜」「二つの扉」「飛蝗亭事件」「カイン屋敷」「名探偵の使命」「そして誰もいなくなった…はずだった」 ほか
- 月蝕姫のキス（2008年10月 理論社ミステリーYA! ISBN 978-4-652-08609-4）
- 黄金夢幻城殺人事件（2011年9月 原書房 ISBN 978-4-562-04729-1）
  - 収録作品：「黄金夢幻城」「中途採用捜査官：忙しすぎた死者」「ドアの向こうに殺人が」「北元大秘記」「燦めく物語の街で」（ショートショート集）「黄金夢幻城殺人事件」（戯曲）「「黄金夢幻城殺人事件」殺人事件」
- スクールガール・エクスプレス38（2012年8月 講談社 YA!ENTERTAINMENT ISBN 978-4-06-269457-5）
- スチームオペラ（2012年9月 東京創元社 ISBN 978-4-488-02309-6 / 2016年4月 創元推理文庫 ISBN 978-4-488-45606-1）
- 奇譚を売る店（2013年7月 光文社 ISBN 978-4-334-92889-6 / 2015年12月 光文社文庫 ISBN 978-4-334-77210-9）
  - 収録作品：「『帝都脳病院入院案内』」「『這い寄る影』」「『こちらX探偵局／怪人幽鬼博士の巻』」「『青髯城殺人事件 映画化関係綴』」「『時の劇場・前後篇』」「『奇譚を売る店』」
- 降矢木すぴかと魔の洋館事件（2015年10月 講談社 YA!ENTERTAINMENT ISBN 978-4-06-269499-5）
- 楽譜と旅する男（2017年3月 光文社 ISBN 978-4-334-91156-0 / 2019年6月 光文社文庫 ISBN 978-4-334-77861-3）
  - 収録作品：「曾祖叔母（グランド・グランドアウンティ）オパールの物語」「ザルツブルクの自動風琴（フレーテンウーア）」「城塞（ビュルフト）の亡霊」「三重十字（クリチェア・トリプラ）の旗のもとに」「西太后のためのオペラ」「悲喜劇（トラジコメディ）ならばディオラマ座」
- 帝都探偵大戦（2018年8月 創元クライム・クラブ ISBN 978-4-488-02791-9 / 2022年1月 創元推理文庫 ISBN 978-4-488-45608-5）
- 新・二都物語（2018年10月 文藝春秋 ISBN 978-4-16-390914-1）（『しんぶん赤旗』2015年1月27日号 - 2016年2月18日号に連載したものに加筆。初めての新聞小説）
- 少年少女のためのミステリー超入門（2018年11月 岩崎書店 ISBN 978-4-265-84018-2）
- おじさんのトランク 幻燈小劇場（2019年7月 光文社 ISBN 978-4-334-91292-5 / 2022年8月 光文社文庫 ISBN 978-4-334-79396-8）
  - 収録作品：「おじさんのトランク」「おじさんの絵葉書」「おじさんの植物標本」「おじさんと欧亜連絡国際列車（ユーラシア・トレイン）」「おじさんは幻燈の中に」「おじさんと私と……」
- 名探偵総登場 芦辺拓と13の謎（2020年12月 行舟文化 ISBN 978-4-9097-3504-1） - 自選アンソロジー
  - 収録作品：「殺人喜劇の鳥人伝説」「死体の冷めないうちに」「消えた円団治」「木乃伊とウニコール」「ご当地の殺人」「レジナルド・ナイジェルソープの冒険」「アリバイの盗聴」「探偵と怪人のいるホテル」「輪廻りゆくもの」「怪人対少年探偵」「アリバイのある毒」（ラジオドラマ） 「並木謎浪華からくり ―正三と若き日の五瓶―」（歌舞伎台本） 「からくり島の秘宝」「スタンドアローンな探偵たち」（エッセイ）
- 大鞠家殺人事件（2021年10月 東京創元社 ISBN 978-4-488-02851-0）
- 名探偵は誰だ（2022年4月 光文社 ISBN 978-4-334-91457-8 / 2024年12月 光文社文庫 ISBN 978-4-334-10525-9）
  - 収録作品：「犯人でないのは誰だ」「捕まるのは誰だ」「殺されるのは誰だ」「罠をかけるのは誰だ」「生き残ったのは誰だ」「怪盗は誰だ」「名探偵は誰だ」
- 大江戸奇巌城（2023年1月 早川書房 ISBN 978-4-15-210205-8）
- 乱歩殺人事件――「悪霊」ふたたび（2024年1月 KADOKAWA ISBN 978-4-041-14635-4）（江戸川乱歩との合作名義。乱歩の未完の作品「悪霊」を書き継ぎ、完成させたもの）
- 明治殺人法廷（2024年9月 東京創元社 ISBN 978-4-488-02912-8）
- 蝦夷大王の秘宝 お江戸三爺からくり帖（2025年9月 角川春樹事務所 ISBN 978-4758447546）

### 創作講談
旭堂南湖に提供、「迷宮パノラマ館」に収録
- 江戸川乱歩一代記 乱歩と神田伯龍
- 海野十三一代記 火星からの伝言

### 名作リライト：10歳までに読みたい世界名作／日本名作／名作ミステリー・シリーズ
- 名探偵シャーロック・ホームズ（イラスト:城咲綾、2014年10月 学研プラス ISBN 978-4-052-04062-7） - 著:コナン・ドイル、監修:横山洋子
  - 収録作品：「まだらのひも」「六つのナポレオン」「ノーウッドの怪事件」
- 怪盗アルセーヌ・ルパン（イラスト:清瀬のどか、2015年4月 学研プラス ISBN 978-4-052-04190-7） - 著:モーリス・ルブラン
  - 収録作品：「怪盗ルパン対悪魔男爵」「怪盗ルパンゆうゆう脱獄」
- 海底二万マイル（イラスト:藤城陽、2016年4月 学研プラス ISBN 978-4-052-04402-1） - 著:ジュール・ベルヌ
- 名探偵シャーロック・ホームズ なぞの赤毛クラブ（イラスト:城咲綾、2016年6月 学研プラス ISBN 978-4-052-04451-9） - 著:コナン・ドイル
  - 収録作品：「なぞの赤毛クラブ」「くちびるのねじれた男」
- 名探偵シャーロック・ホームズ ガチョウと青い宝石（イラスト:城咲綾、2016年9月 学研プラス ISBN 978-4-052-04494-6） - 著:コナン・ドイル
  - 収録作品：「ブナの木館のきょうふ」「ガチョウと青い宝石」
- 名探偵シャーロック・ホームズ ホームズ最後の事件!?（イラスト:城咲綾、2016年11月 学研プラス ISBN 978-4-052-04533-2） - 著:コナン・ドイル
  - 収録作品：「ボヘミア王のひみつ」「ホームズ最後の事件!?」
- 名探偵シャーロック・ホームズ おどる人形の暗号（イラスト:城咲綾、2016年12月 学研プラス ISBN 978-4-052-04570-7） - 著:コナン・ドイル
  - 収録作品：「空っぽの家の冒険」「おどる人形の暗号」
- 名探偵シャーロック・ホームズ バスカビルの魔犬（イラスト:城咲綾、2017年3月 学研プラス ISBN 978-4-052-04600-1） - 著:コナン・ドイル
- 少年探偵団 対決！怪人二十面相（イラスト:ちーこ、2017年11月 学研プラス ISBN 978-4-052-04721-3） - 著:江戸川乱歩、監修:加藤康子
  - 収録作品：「『怪人二十面相』六つのダイヤモンド事件」 ／ 「『少年探偵団』黒い魔物」
- 十五少年漂流記（イラスト:丸谷朋弘、2019年6月 学研プラス ISBN 978-4-052-05009-1） - 著:ジュール・ベルヌ
- ロスト・ワールド 恐竜の世界（イラスト:藤城陽、2020年7月 学研プラス ISBN 978-4-052-05180-7） - 著:コナン・ドイル

### 共著
- 本格ミステリーを語ろう!［海外篇］（1999年3月 原書房 ISBN 978-4-562-03175-7） - 有栖川有栖・小森健太朗・二階堂黎人との対談
- 堕天使殺人事件（1999年9月 角川書店 ISBN 978-4-048-73180-5 / 2002年5月 角川文庫 ISBN 978-4-043-49503-0） - ミステリ作家11名による長編リレー小説。芦辺は最終章を担当
- 前夜祭（2000年7月 角川書店 ISBN 978-4-048-73230-7） - ミステリ作家6名による長篇リレー小説
- ヤオと七つの時空の謎（2019年10月 南雲堂 ISBN 978-4-523-26589-4） - ミステリ作家7名による歴史推理連作。芦辺は編著ならびにプロローグ、エピローグを担当
- 乱歩殺人事件――「悪霊」ふたたび（2024年1月 角川書店 ISBN 978-4-041-14635-4）

### アンソロジー
「」内が芦辺拓の作品

#### 異形コレクション
- 4 悪魔の発明（1998年5月 廣済堂出版 ISBN 978-4-331-60659-9）「F男爵とE博士のための晩餐会」
- 9 グランドホテル（1999年3月 廣済堂出版 ISBN 978-4-331-60734-3）「探偵と怪人のいるホテル」
- 14 世紀末サーカス（2000年1月 廣済堂出版 ISBN 978-4-331-60798-5）「天幕と銀幕の見える場所」
- 21 マスカレード（2002年1月 光文社文庫 ISBN 978-4-334-73274-5）「仮面と幻夢の躍る街角」
- 29 黒い遊園地（2004年4月 光文社文庫 ISBN 978-4-334-73674-3）「少年と怪魔の駆ける遊園」
- 39 ひとにぎりの異形（2007年12月 光文社文庫 ISBN 978-4-334-74355-0）「シミュラクラの罠」
- 42 幻想探偵（2009年2月 光文社文庫 ISBN 978-4-334-74518-9）「輪廻りゆくもの」
- 48 物語のルミナリエ（2011年12月 光文社文庫 ISBN 978-4-334-76344-2）「物語を継ぐもの」

#### 本格ミステリ作家クラブ・編
- 本格ミステリ02 2002年本格短編ベスト・セレクション（2002年5月 講談社ノベルス ISBN 978-4-061-82251-1）「フレンチ警部と雷鳴の城」
  - 【改題】死神と雷鳴の暗号 本格短編ベスト・セレクション（2006年1月 講談社文庫 ISBN 978-4-062-75301-2）
- 本格ミステリ03 2003年本格短編ベスト・セレクション（2003年6月 講談社ノベルス ISBN 978-4-061-82320-4）「曇斎先生事件帳」
  - 【改題】論理学園事件帳 本格短編ベスト・セレクション（2007年1月 講談社文庫 ISBN 978-4-062-75623-5）
- 本格ミステリ04 2004年本格短編ベスト・セレクション（2004年6月 講談社ノベルス ISBN 978-4-061-82377-8）「78回転の密室」
  - 【改題】深夜バス78回転の問題 本格短編ベスト・セレクション（2008年1月 講談社文庫 ISBN 978-4-062-75954-0）
- 本格ミステリ07 2007年本格短編ベスト・セレクション（2007年5月 講談社ノベルス ISBN 978-4-061-82530-7）「裁判員法廷二〇〇九」
  - 【改題】法廷ジャックの心理学 本格短編ベスト・セレクション（2011年1月 講談社文庫 ISBN 978-4-062-76857-3）

#### 日本推理作家協会・編
- 名探偵を追いかけろ 最新ベスト・ミステリー（2004年10月 光文社 カッパ・ノベルス ISBN 978-4-334-07587-3 / 2007年5月 光文社文庫 ISBN 978-4-334-74250-8）「名探偵エノケン氏」
- 名探偵の奇跡 最新ベスト・ミステリー （2007年9月 光文社 カッパ･ノベルス ISBN 978-4-334-07663-4 / 2010年5月 光文社文庫 ISBN 978-4-334-74781-7）「裁判員法廷二〇〇九」
- 驚愕遊園地 最新ベスト・ミステリー（2013年11月 光文社 ISBN 978-4-334-92916-9 / 2016年5月 光文社文庫 ISBN 978-4-334-77291-8）「黒い密室」

#### その他
- 凶器の蒐集家（1996年3月 青樹社文庫 ISBN 978-4-7913-0938-2）「殺人喜劇の不思議町」
- 不在証明崩壊（アリバイくずし） ミステリーアンソロジー（1996年4月 カドカワノベルズ ISBN 978-4-04-785006-4 / 2000年5月 角川文庫 ISBN 978-4-04-191303-1）「死体の冷めないうちに」
- 贋作館事件（1999年9月 原書房 ISBN 978-4-562-03222-8）「黄昏の怪人たち」
- 乱歩の幻影（1999年9月 ちくま文庫 ISBN 978-4-480-03505-9）「屋根裏の乱歩者」
- 黄土の虹 チャイナ・ストーリーズ（2000年2月 祥伝社 ISBN 978-4-396-63163-5）「北元大秘記」
- 変化 妖かしの宴2（2000年10月 PHP文庫 ISBN 978-4-569-57461-5）「少年は怪人を夢見る」
- 秘神界 歴史編（2002年9月 創元推理文庫 ISBN 978-4-488-59501-2）「五瓶劇場 戯場国邪神封陣」
- 全席死定 鉄道ミステリー名作館（2004年3月 徳間文庫 ISBN 978-4-19-892039-5）「そしてオリエント急行から誰もいなくなった」
- あなたが名探偵（2005年8月 東京創元社 ISBN 978-4-488-02383-6 / 2009年4月 創元推理文庫 ISBN 978-4-488-40053-8）「読者よ欺かれておくれ」
- 密室と奇蹟 J・D・カー生誕百周年記念アンソロジー（2006年11月 東京創元社 ISBN 978-4-488-02392-8 / 2020年8月 創元推理文庫 ISBN 978-4-488-40061-3）「ジョン・ディクスン・カー氏、ギデオン・フェル博士に会う」
- 鉄人28号 THE NOVELS（2012年11月 小学館クリエイティブ ISBN 978-4-7780-3752-9）「寝台特急あさかぜ鉄人事件」
- 大阪ラビリンス（2014年8月 新潮文庫 ISBN 978-4-10-120437-6）「天幕と銀幕の見える場所」
- 伝奇無双「秘宝」 操觚の会書き下ろしアンソロジー（2019年3月 戯作舎）「ちせが眼鏡をかけた由来　江戸少女奇譚の内」
- 妖ファンタスティカ〜書下し伝奇ルネサンス・アンソロジー（2019年5月 書苑新社 ISBN 978-4-88375-353-6）「浅茅が学問吟味を受けた顚末 ―江戸少女奇譚の内―」
- 妖ファンタスティカ2〜書下し伝奇ルネサンス・アンソロジー（2019年11月 書苑新社 ISBN 978-4-88375-380-2）「喜火姫が刺客に襲われた次第 ―江戸少女奇譚の内―」
- アンソロジーしずおか戦国の城 （2020年9月 静岡新聞社 ISBN 978-4-7838-1121-3）「時満つる城ー堀川城語り」

### 脚本
- ルパン三世 PART6（2021年・TVアニメ）- 第5話、第6話「帝都は泥棒の夢を見る 前・後編」[28][29]

## 日本国外での刊行
- 紅楼夢の殺人 （2004年5月、文藝春秋）
  - 台湾 - 紅樓夢殺人事件 （2006年7月、遠流出版、黄春秀訳、ISBN 9573257971）
  - 中国 - 红楼梦杀人事件 （2008年1月、群衆出版社、趙建勲訳、ISBN 9787501441327）
  - 韓国 - 홍루몽 살인사건 （2007年8月、出版：ファングムカジ（황금가지）、訳：キム・シドク（김시덕）、ISBN 9788960171015）
  - 英語版 - Murder in the Red Chamber （2012年8月、Kurodahan Press、Tyran Grillo訳、ISBN 9784902075380）
- 奇譚を売る店 （2012年9月、光文社）
  - 韓国 - 기담을 파는 가게 （2018年6月、出版：ヒョンデムナク（현대문학）、訳：キム・ウンモ（김은모）、ISBN 9788972758938）
- 楽譜と旅する男 （2017年3月、光文社）
  - 韓国 - 악보와 여행하는 남자 （2018年12月、出版：ヒョンデムナク（현대문학）、訳：キム・ウンモ（김은모）、ISBN 9788972759508）
- スチームオペラ （2012年9月、東京創元社）
  - 中国 - 蒸汽歌剧 （2020年6月、台海出版社、邢利頡訳、ISBN 9787516825860）
- 殺人喜劇の13人 （1990年11月、東京創元社）
  - 中国 - 谋杀喜剧之13人 （2021年3月、文化発展出版社、李雨萍訳、ISBN 9787514231960）
- ダブル・ミステリ　 月琴亭の殺人／ノンシリアル・キラー（2016年12月、東京創元社）
  - 中国 - 隐身的复仇者　被审判法官／非连环杀手 （2021年12月、海峡文芸出版社、夏言訳、ISBN 9787555027577）

## 映像化作品

### テレビドラマ
NHK総合
- 探偵Xからの挑戦状！
  - Season1 第5回「森江春策の災難」（2009年4月30日〈29日深夜〉）

テレビ朝日系
- 土曜ワイド劇場
  - 弁護士・森江春策の事件
    - 弁護士・森江春策の裁判員法廷（2009年8月1日、主演：中村梅雀、原作：裁判員法廷）
    - 殺人同窓会（2010年8月21日、主演：中村梅雀、オリジナル）
    - 透明人間の完全犯罪!!（2011年10月29日、主演：中村梅雀、オリジナル）

フジテレビ系
- 金田一耕助VS明智小五郎（2013年9月23日、主演：山下智久）
- 金田一耕助VS明智小五郎ふたたび（2014年9月29日、主演：山下智久）

## 出演番組
- 唐沢俊一のポケット （TBSラジオ、2006年12月8日）